# Gemación

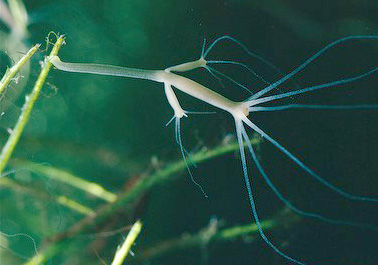
Hydra oligactis amarrada a una planta, reproduciéndose por gemación. Se aprecian los vástagos creciendo a ambos lados

Hidra en gemación :
1. Hidra adulta
2. Brota una yema
3. El vástago se desarrolla
4. Inicio de la división
5. El vástago se separa
6. Vástago idéntico al progenitor

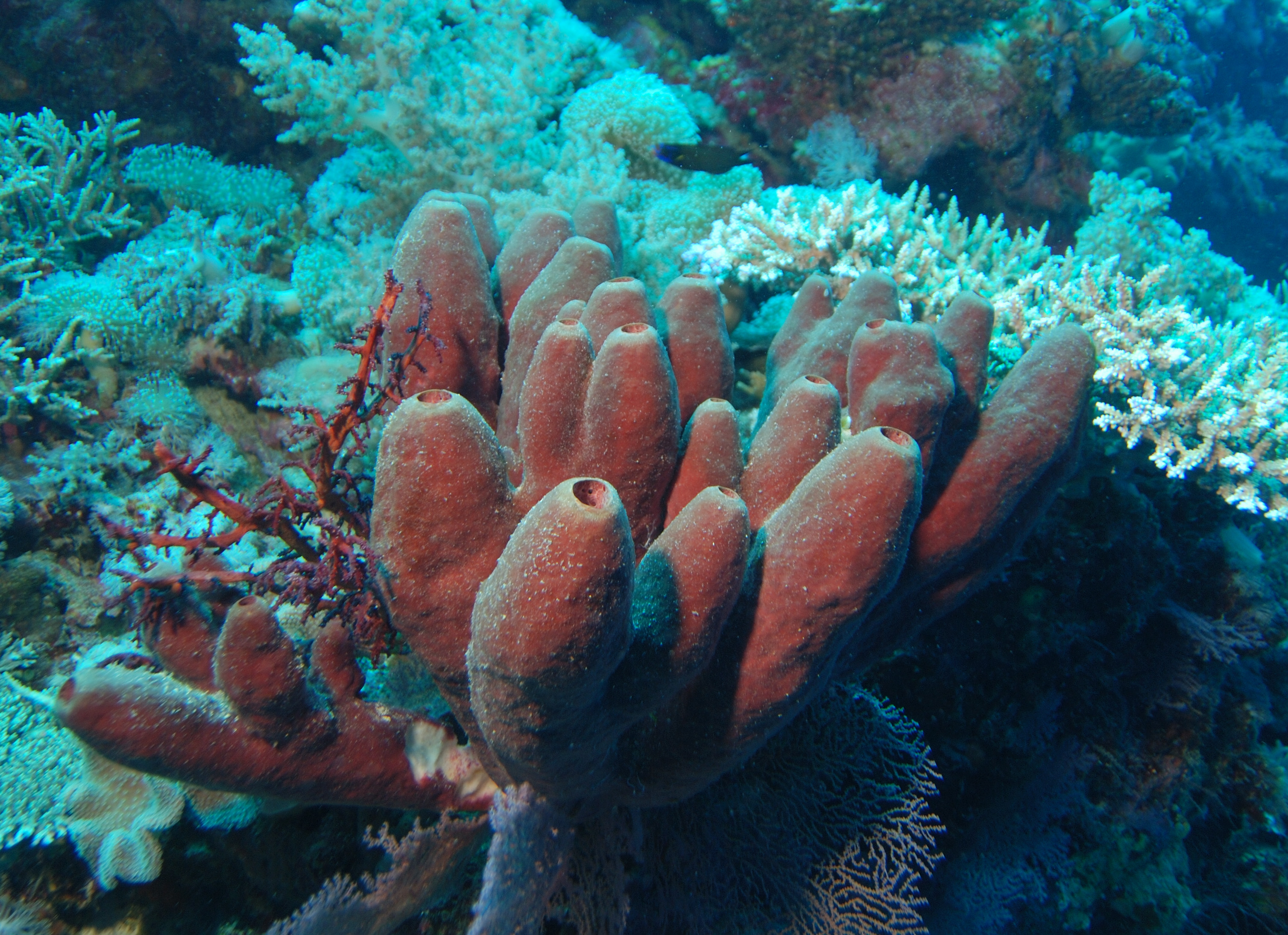
Esponja de mar (Porifera) ejemplo de reproducción de gemación.

La gemación (del latín gemma "joya o brote")  es un tipo de reproducción asexual. Es una división desigual: consiste en la formación de protuberancias llamadas  yemas en el cuerpo del espécimen progenitor que, al crecer y desarrollarse, originan nuevos organismos. Estos pueden separarse del progenitor, o bien quedar unidos a él, formando una colonia.
A nivel unicelular, es un proceso de mitosis asimétrica que se da en algunos seres unicelulares, como las levaduras.
En el caso de los seres unicelulares, la yema se forma en una parte de la membrana plasmática. El núcleo de la célula progenitora se divide y uno de los núcleos se traslada a la yema. En condiciones favorables, la primera yema puede producir a su vez otra segunda yema antes de separarse de la célula progenitora.
El proceso de gemación es frecuente en poríferos, cnidarios y briozoos. Ciertas especies de animales pueden tener gemación interna, yemas que sobreviven en condiciones desfavorables gracias a una envoltura protectora. En el caso de las esponjas de agua dulce, las yemas tienen una cápsula protectora y en el interior hay sustancia de reserva. Al llegar la primavera se pierde la cápsula protectora y a partir de la yema surge la nueva esponja. En los briozoos de agua dulce se produce una capa de quitina y de calcio y no necesitan sustancia de reserva pues se encuentra en estado de hibernación.